# 巴林傑鎮區 (北卡羅萊納州艾爾代爾縣)
巴林傑鎮區（英語：Ballinger Township）是位於美國北卡羅萊納州艾爾代爾縣的一個鎮區。

## 地方資料
巴林傑鎮區的面積為77.69平方千米，皆為陸地。根據2020年美國人口普查的數據，當地共有人口7967人，而人口密度為每平方千米102.55人。